# Església de Santo Isidoro de Canaveses

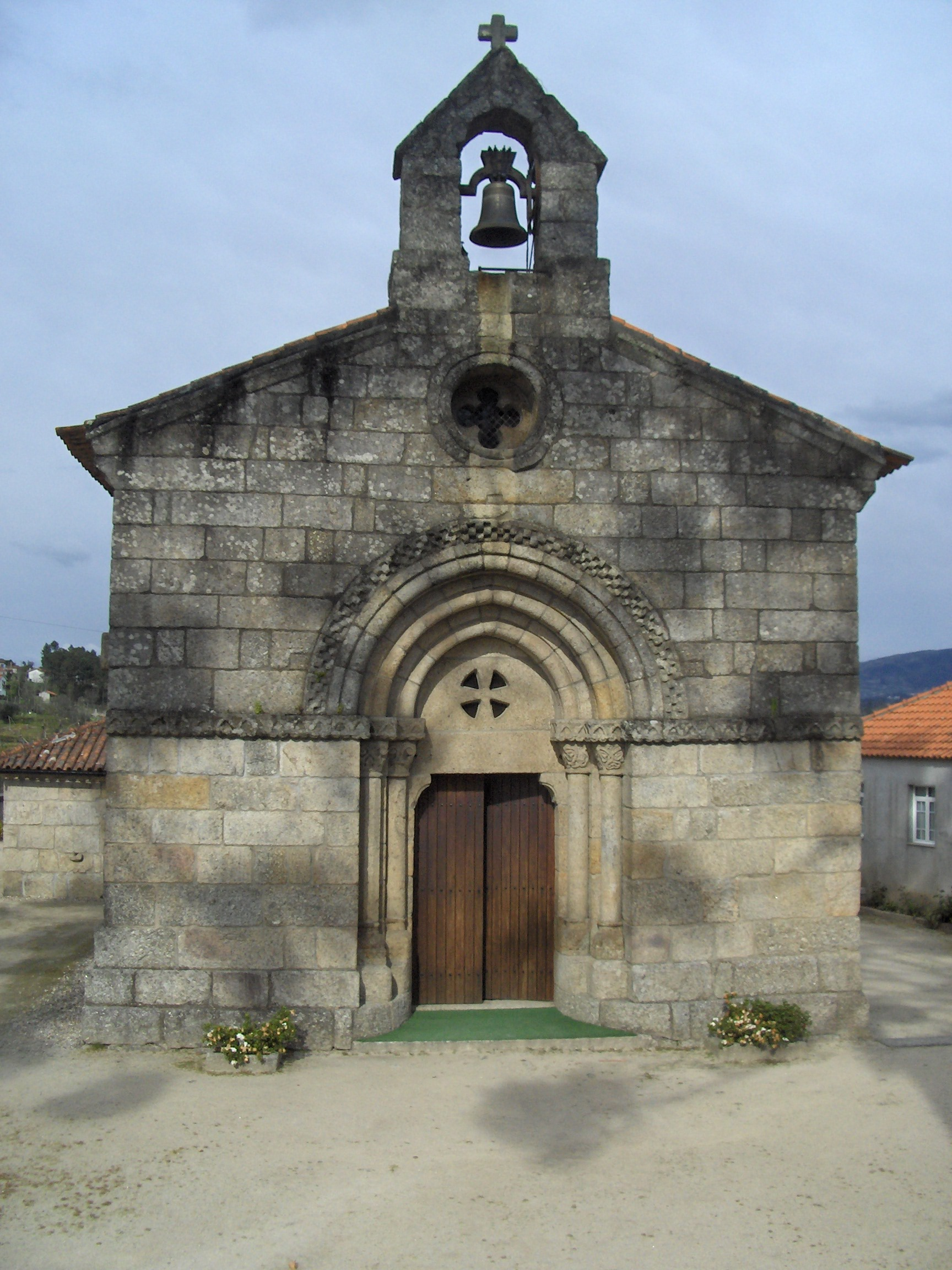
Façana principal

L'Església de Santo Isidoro de Canaveses és una església romànica situada a Santo Isidoro, al municipi de Marco de Canaveses, a Portugal. El 2013 fou classificada com a Monument nacional i està integrada en la Ruta del romànic.(2)